# Tino Sangiglio
Tino Sangiglio (Salonicco, 1937 – Sistiana, 20 agosto 2008) è stato un dirigente pubblico, scrittore, poeta, traduttore e studioso di letteratura neogreca italiano.

## Biografia
Tino Sangiglio nasce a Salonicco nel 1937. Si è laureato in Storia e filosofia in Francia, quindi in Scienze politiche in Italia. Nel 1971 è entrato a far parte dell’Ordine dei giornalisti e ha iniziato a collaborare alle pagine culturali del quotidiano “Il Piccolo”. È stato dirigente del Comune di Trieste, con l’incarico di Direttore delle Attività e Istituzioni culturali. Dal 1978 al 1986 ha diretto il Premio Musicale di composizione sinfonica "Città di Trieste".
Dal 1988 fino alla morte è stato direttore, con Mariuccia Coretti, della rivista di cultura “Il banco di lettura”, pubblicata dall’Istituto giuliano di storia, cultura e documentazione di Trieste e Gorizia, che Sangiglio ha presieduto dal 2000 al 2008. È stato Visiting Professor di neo-greco all'Università di Triestedove ha trattato temi legati alla tradizione poetica neo-greca, con particolare riguardo alla figura e all'opera di Konstantinos Kavafis, poeta da lui tradotto.

## OPERE
Poesia
- 27 poesie, Trieste 1975
- Inventario d’anima, Trieste 1978
- Il corpo dell’assenza, Trieste 1984
- Marginalia, Milano 1987
- Eppure è stata vita vera amore mio, Trieste 2010

Saggistica
- Briciole baudelairiane, Trieste 1991
- Appunti sulla poesia greca contemporanea, Trieste 1995
- Saffo e le altre: le poetesse greche dell’antichità, Trieste 2002
- La romiossini nella poesia neo-greca, Trieste 2010

Scritti di critica estetica
- L’incanto lirico della pittura. 25 artisti triestini, Trieste 1996
- Artisti in Bisiacaria, Gorizia 2005
- Pittori dell’anima. 22 artisti giuliani, Trieste 2007

Traduzioni
- Charles Baudelaire, Povero Belgio!, Trieste 1999
- Basilis Basilikos, Poesie dall’esilio, Lecce 2003
- Kostantinos Kavafis, Aspettando i barbari: poesie civili, Firenze 2005
- Kostantinos Kavafis, Tra queste stanze buie: poesie morali, Firenze 2007